# Daniel Andersson (football, 1972)
Pour les articles homonymes, voir Daniel Andersson et Andersson.
Daniel Lennart Andersson est un footballeur international suédois, né le 18 décembre 1972 à Bjuv en Suède. Il évoluait comme gardien de but.

## Sélection
- Suède : 1 sélection
- Première sélection le 1er février 2001 : Suède - Finlande  (0-1)

Daniel Andersson a obtenu son unique sélection en match amical contre la Finlande en étant titulaire et préféré à Dime Jankulovski, l'autre gardien retenu pour ce match.

## Palmarès
Högaborgs BK
- Champion de Suède de Division 3 (1) : 1995

 Helsingborgs IF
- Vainqueur du Championnat de Suède (1) : 2011
- Vainqueur de la Coupe de Suède (1) : 2006